# Systerbäck (å)
Systerbäck (finska: Rajajoki eller Siestarjoki; ryska: Сестра, Sestra) är en å på Karelska näset. Den uppstår ur Kuurikka mosse på Äyräpäänselkä och rinner efter ett lopp av 64 kilometer ut i Kronstadtbukten vid orten Systerbäck. Genom Nöteborgstraktaten, som undertecknades den 12 augusti 1323, kom Systerbäck att vara en del av gränsen mellan Sverige och Ryssland 1323–1617. Efter det att Sverige hade förlorat Finland till Ryssland 1809, överfördes en del geografiska områden administrativt till det finska storfurstendömet och ån kom från 1812 åter att utgöra en del av gränsen mellan Finland och övriga Ryssland. Gränsen behölls även, när Finland blev helt självständigt 1917.
Efter finska vinterkrigets slut 1940 tillföll delar av Viborgs län Sovjetunionen, men under fortsättningskriget (1941–1944) återtog Finland området och ån kom åter att utgöra del av gränsen mellan länderna. Sedan 1944 går gränsen längre åt nordväst och ån ligger helt inom Ryssland. Historiskt sett har den också markerat gränsen mellan Ingermanland och Viborgs län.
I slaget vid Systerbäck den 9 juli 1703 tvingades general Abraham Cronhjort, som intagit ställning vid Systerbäck, att för en numerärt överlägsen rysk styrka dra sig tillbaka.

## Bildgalleri

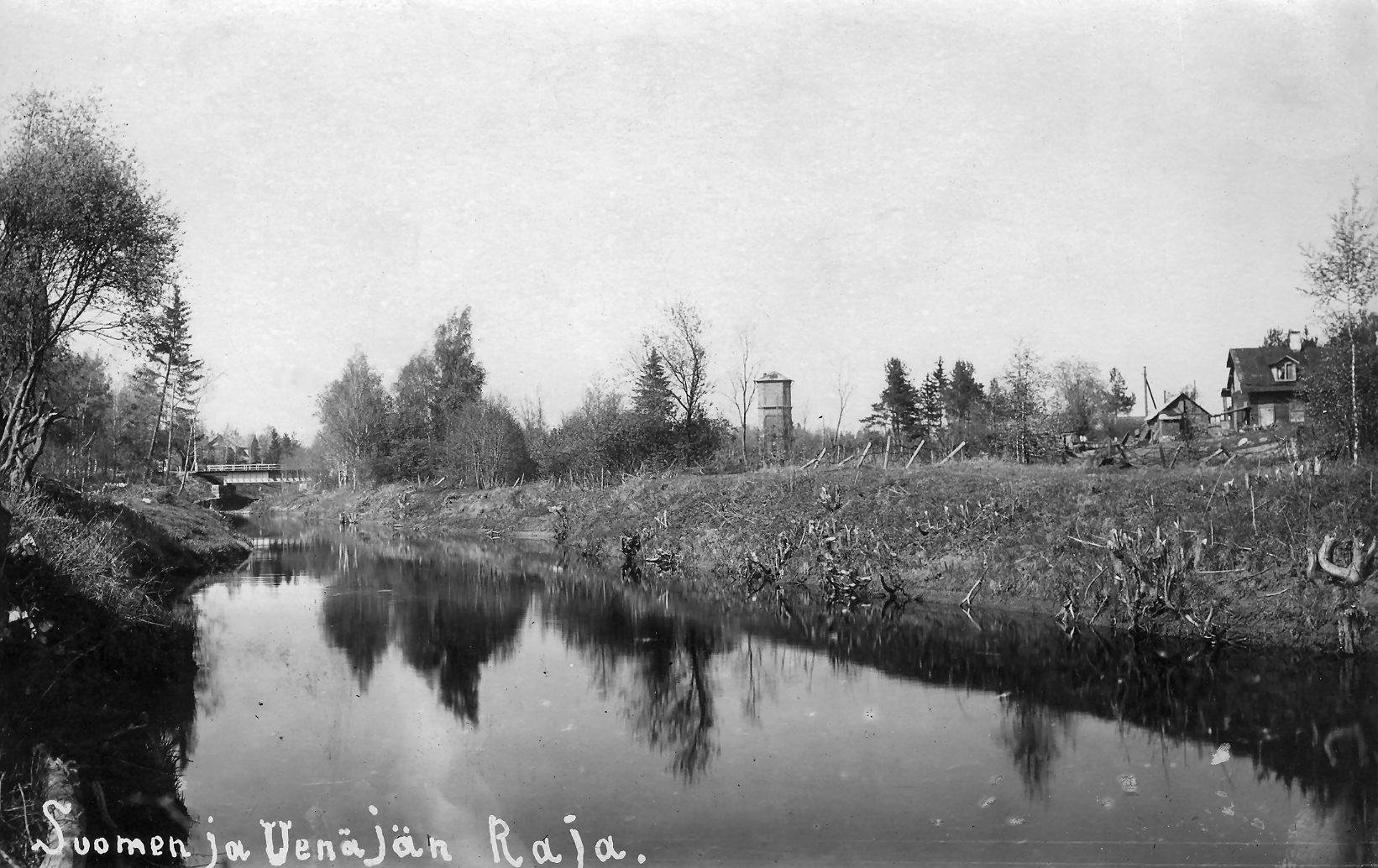
Systerbäck å på 1920-talet. Till vänster Terijoki i dåvarande Finland, till höger Valkeasaari (ryska Beloostrov) i Sovjetryssland. I bakgrunden järnvägsbron på sträckan Helsingfors-Viborg-Sankt Petersburg
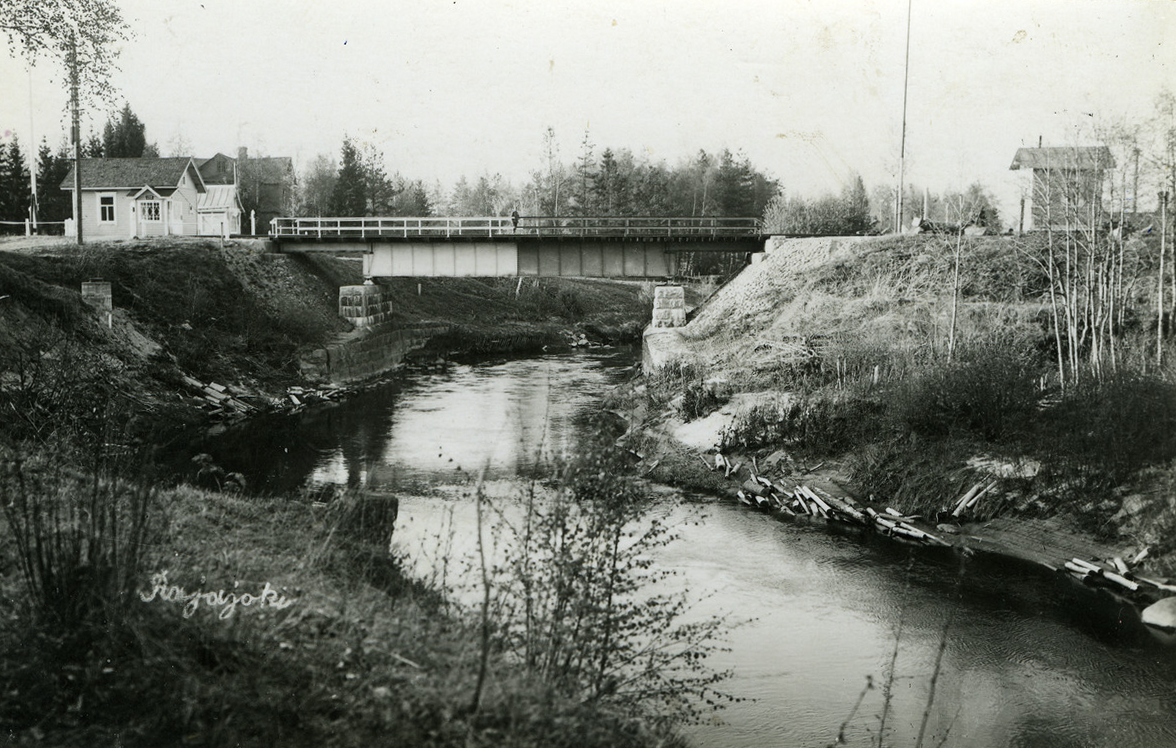
Systerbäcks gränsbro på närmare håll
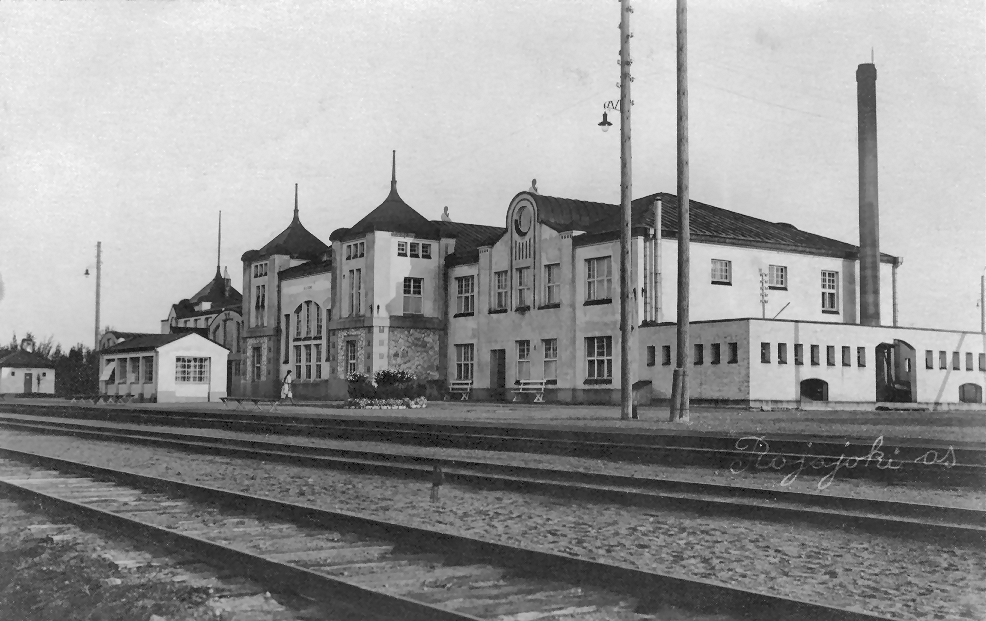
Systerbäcks järnvägsstation i Terijoki kommun, strax väster om gränsen
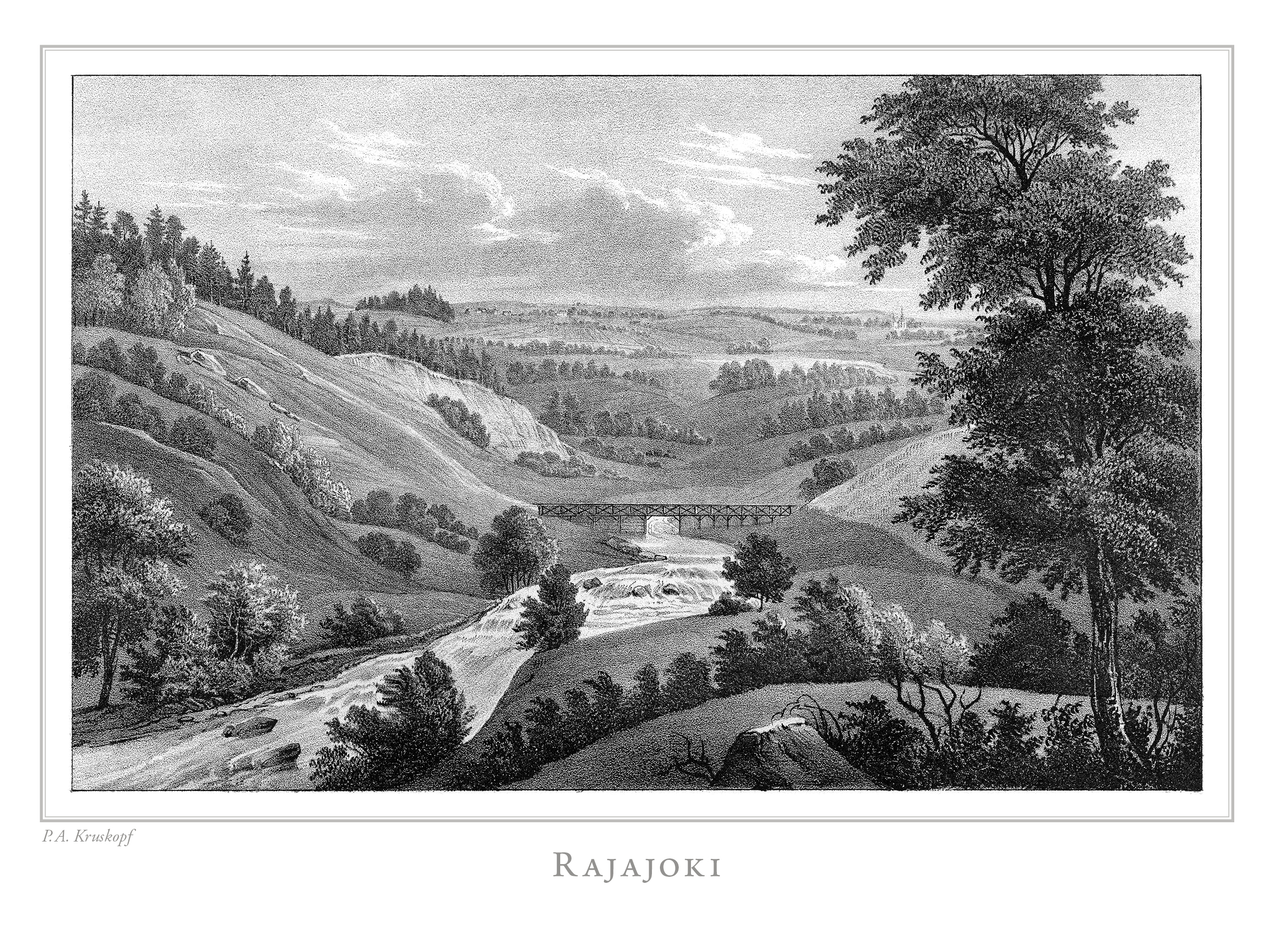
Litografi i Finland framstäldt i teckningar utgiven 1845-1852.